# Trycherus rugicollis
Trycherus rugicollis es una especie de coleóptero de la familia Endomychidae.

## Distribución geográfica
Habita en la República Democrática del Congo.